# Торф'яниця чашечкова
{{#ifeq:0|0|{{#if:|{{#if:Chamaedaphnecalyculata|[[]}}|}}}}
Торф'яниця чашечкова, хамедафна чашкова (Chamaedaphne calyculata) — вид рослин з родини вересових (Ericaceae), який зростає у східній частині Європи, Азії, Канаді, США.

## Опис
Прямостійний чагарничок 15–50(150) см завдовжки; молоді гілки, листки (головним чином знизу) і чашечки вкриті лусочками. Листки видовжено-еліптичні або ланцетні, на коротких черешках, на краю дрібнозубчасті, на зиму не опадають. Квітки звисають, на коротких ніжках, зібрані в односторонню пазушну китицю. Віночок білий, близько 0.6 см завдовжки, в 3–4 рази довше чашечки. Капсули 3–4(5) мм діаметром, голі; епікарп 5-клапанний, відокремлюється від 10-клапанного ендокарпа. Насіння золотисто-коричневого кольору, 1 мм. 2n = 22.

## Поширення
Вид зростає у східній частині Європи, Азії, Канаді, США.
В Україні зростає на сфагнових болотах, у заболочених соснових лісах, на купині — дуже рідко в східній частині 3ахідного Полісся (Рівненська обл., околиці м. Сарни, болота Чемерне, Сира Погоня між селами Єльне і Вежиця Сарненського р-ну; Житомирська обл., Коростенський р-н, с. Озеряни, с. Гладковичі, околиці Звягеля). Охороняється.

## Галерея

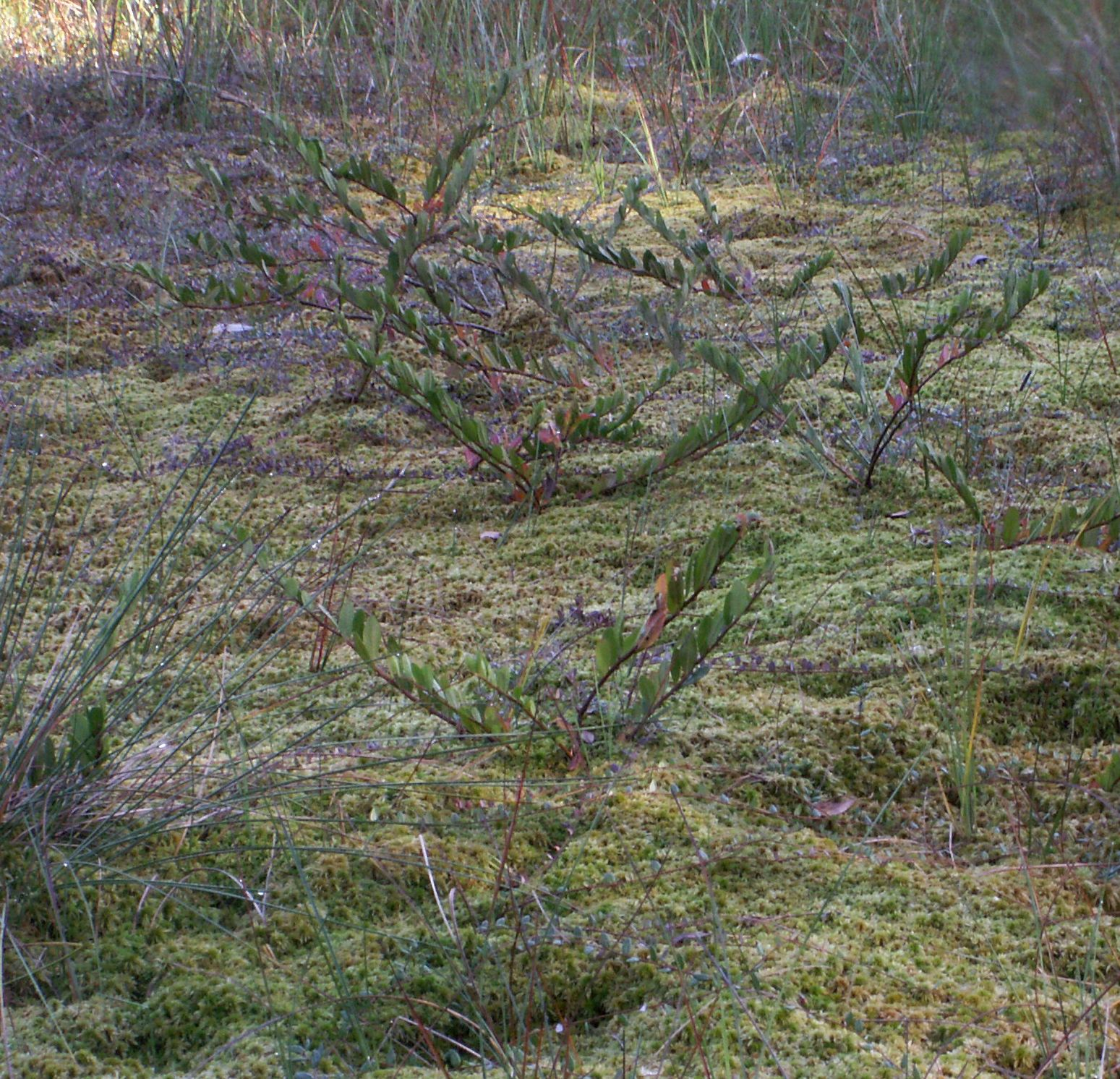
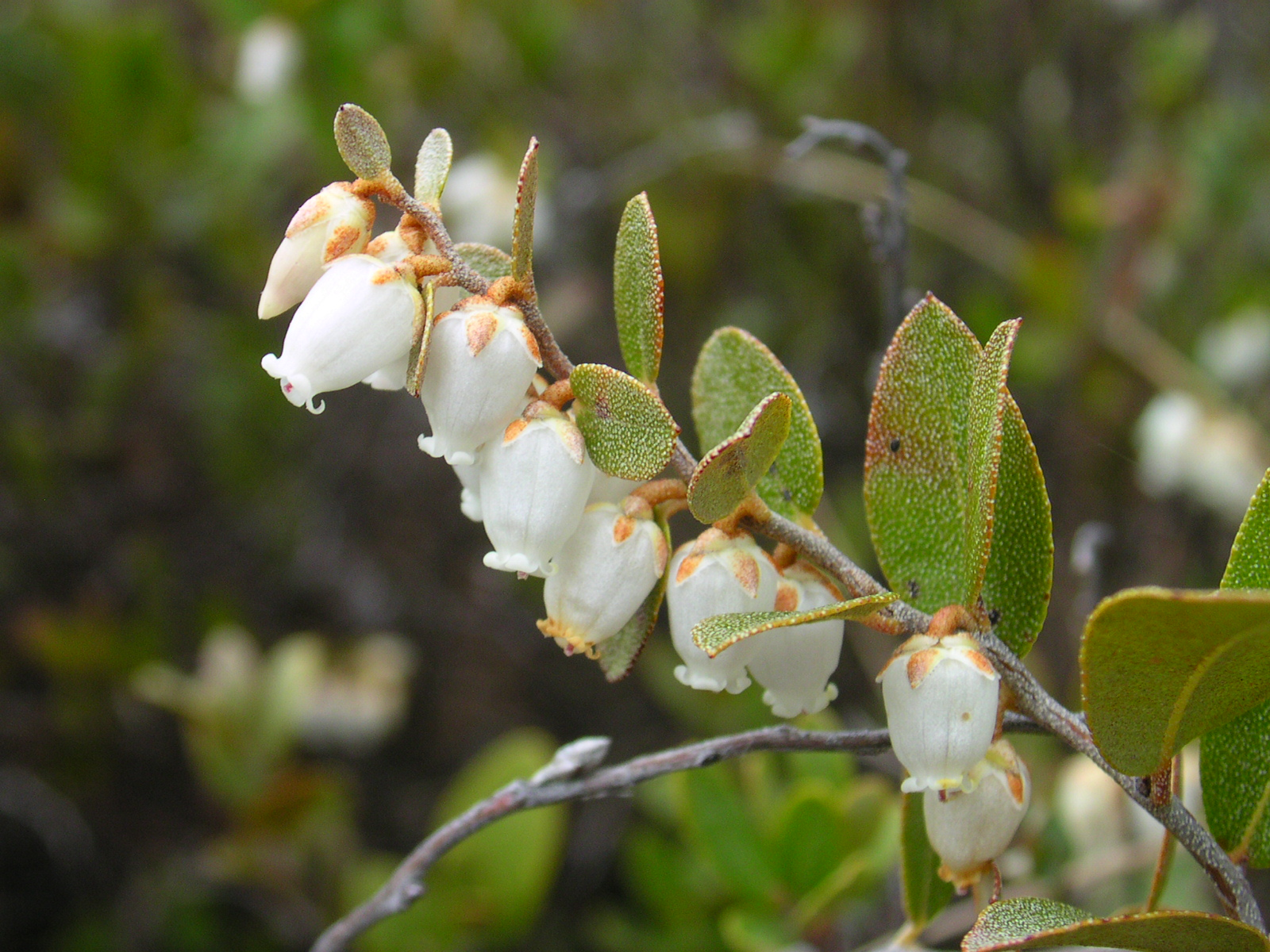
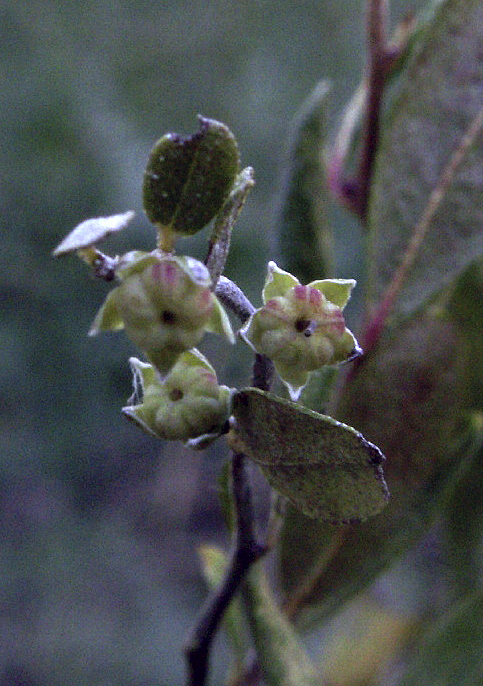